# Regionalwahl in Umbrien 1995
Die Regionalwahl in Umbrien 1995 fand am 23. April statt; der Regionalrat und der Präsident der Region Umbrien wurden gleichzeitig gewählt.

## Wahlergebnis
| Kandidaten                                                      | Kandidaten              | Stimmen | %    | Listen                             | Stimmen | %    | Mandate |
| --------------------------------------------------------------- | ----------------------- | ------- | ---- | ---------------------------------- | ------- | ---- | ------- |
|                                                                 | Bruno Bracalentegewählt | 331.349 | 59,9 | Partito Democratico della Sinistra | 199.779 | 38,6 | 10      |
| Partito della Rifondazione Comunista                            | Bruno Bracalentegewählt | 331.349 | 59,9 | 56.894                             | 11,0    | 3    |         |
| Insieme per l'Umbria                                            | Bruno Bracalentegewählt | 331.349 | 59,9 | 21.458                             | 4,1     | 1    |         |
| Patto dei Democratici                                           | Bruno Bracalentegewählt | 331.349 | 59,9 | 19.874                             | 3,8     | 1    |         |
| Federazione Laburista                                           | Bruno Bracalentegewählt | 331.349 | 59,9 | 10.451                             | 2,0     | –    |         |
| Federazione dei Verdi                                           | Bruno Bracalentegewählt | 331.349 | 59,9 | 9.884                              | 1,9     | –    |         |
| Unione dei Progressisti                                         | Bruno Bracalentegewählt | 331.349 | 59,9 | 6.103                              | 1,2     | –    |         |
| Mandate der Listengruppe                                        | Bruno Bracalentegewählt | 331.349 | 59,9 | –                                  | –       | 3    |         |
| ↳ Gesamt                                                        | Bruno Bracalentegewählt | 331.349 | 59,9 | 324.443                            | 62,7    | 18   |         |
|                                                                 | Riccardo Pongelli       | 215.570 | 39,0 | Forza Italia - Il Polo Popolare    | 93.841  | 18,1 | 7       |
| Alleanza Nazionale - Uniti per l'Umbria - Caccia Pesca Ambiente | Riccardo Pongelli       | 215.570 | 39,0 | 84.065                             | 16,2    | 5    |         |
| Centro Cristiano Democratico                                    | Riccardo Pongelli       | 215.570 | 39,0 | 11.124                             | 2,1     | –    |         |
| ↳ Gesamt                                                        | Riccardo Pongelli       | 215.570 | 39,0 | 189.030                            | 36,5    | 12   |         |
|                                                                 | Mauro Fonzo             | 5.867   | 1,1  | Lista Pannella - Riformatori       | 4.368   | 0,8  | –       |
| Gesamt                                                          | Gesamt                  | 552.786 | 100  |                                    | 517.814 | 100  | 30      |